# Haley Bennett
Haley Loraine Keeling, ismertebb nevén Haley Bennett (Fort Myers, Florida, 1988. január 7. –) amerikai színésznő, énekesnő.

## Élete és pályafutása
2007-ben debütált a Zene és szöveg című romantikus vígjátékban. Ezt követően olyan, változatos műfajú filmekben tűnt fel, mint a Molly Hartley kísértése (2008), a College – tábor a köbön (2008), A rettegés mélye (2009), a Nagy badabumm (2010), A védelmező (2014), a Hardcore Henry (2015), A hét mesterlövész (2016), A lány a vonaton (2016), a Köszönjük, hogy a hazáját szolgálta! (2017), a Nyelés (2019) és a Mindig az ördöggel (2020).

## Filmográfia

### Film
| Év   | Magyar cím                           | Eredeti cím                     | Szerep                          | Magyar hang         |
| ---- | ------------------------------------ | ------------------------------- | ------------------------------- | ------------------- |
| 2007 | Zene és szöveg                       | Music and Lyrics                | Cora Corman                     | Tamási Nikolett     |
| 2008 | College – Tábor a köbön              | College                         | Kendall                         | Zsigmond Tamara     |
| 2008 | Molly Hartley kísértése              | The Haunting of Molly Hartley   | Molly Hartley                   |                     |
| 2008 | Marley meg én                        | Marley & Me                     | Lisa                            | F. Nagy Erika       |
| 2009 |                                      | Passage (rövidfilm)             | Abby                            |                     |
| 2009 | A rettegés mélye                     | The Hole                        | Julie Campbell                  | Talmács Márta       |
| 2010 | Nagy badabumm                        | Kaboom                          | Stella                          |                     |
| 2010 |                                      | Arcadia Lost                    | Charlotte                       |                     |
| 2012 |                                      | Outlaw Country (tévéfilm)       | Annabel Lee                     |                     |
| 2013 |                                      | Deep Powder                     | Natasha                         |                     |
| 2014 |                                      | After the Fall                  | Ruby                            |                     |
| 2014 |                                      | Kristy                          | Justine Wills                   |                     |
| 2014 |                                      | The White City                  | Eva                             |                     |
| 2014 | A védelmező                          | The Equalizer                   | Mandy                           | Bozó Andrea         |
| 2015 | Hardcore Henry                       | Hardcore Henry                  | Estelle                         | Bogdányi Titanilla  |
| 2016 | A gyilkos markában                   | A Kind of Murder                | Ellie Briess                    | Szilágyi Csenge     |
| 2016 | A hét mesterlövész                   | The Magnificent Seven           | Emma Cullen                     | Szilágyi Csenge     |
| 2016 | A lány a vonaton                     | The Girl on the Train           | Megan Hipwell                   | F. Nagy Erika       |
| 2016 | Kivétel és szabály                   | Rules Don't Apply               | Mamie Murphy                    | Szilágyi Csenge     |
| 2017 | Köszönjük, hogy a hazáját szolgálta! | Thank You for Your Service      | Saskia Schumann                 |                     |
| 2019 | Nyelés                               | Swallow                         | Hunter Conrad                   | Sipos Eszter Anna   |
| 2019 | A Vörös-tenger Búvárparadicsom       | The Red Sea Diving Resort       | Rachel Reiter                   |                     |
| 2020 | Mindig az ördöggel                   | The Devil All the Time          | Charlotte Russell               |                     |
| 2020 | Vidéki ballada az amerikai álomról   | Hillbilly Elegy                 | Lindsay                         | Szilágyi Csenge     |
| 2021 | Cyrano                               | Cyrano                          | Roxanne                         | Ligeti Kovács Judit |
| 2022 | Till – Igazságot a fiamnak           | Till                            | Carolyn Bryant                  |                     |
| 2022 | Ő a szerelem                         | She Is Love                     | Patricia                        |                     |
| 2023 |                                      | Widow Clicquot                  | Barbe-Nicole Ponsardin Clicquot |                     |
| 2024 | Verseny a győzelemért                | Race for Glory: Audi vs. Lancia | újságíró                        | Sipos Eszter Anna   |
| 2024 | Borderlands                          | Borderlands                     | Lilith anyja                    |                     |
| 2025 |                                      | Magazine Dreams                 | Jessie                          |                     |

### Televízió
| Év  | Magyar cím | Eredeti cím       | Szerep | Megjegyzések   |
| --- | ---------- | ----------------- | ------ | -------------- |
| N/A |            | The Last Frontier | Sidney | előkészületben |

## Fordítás
- Ez a szócikk részben vagy egészben  a   Haley Bennett című angol Wikipédia-szócikk fordításán alapul.  Az eredeti cikk szerkesztőit annak laptörténete sorolja fel. Ez a jelzés csupán a megfogalmazás eredetét és a szerzői jogokat jelzi, nem szolgál a cikkben szereplő információk forrásmegjelöléseként.